# Hans Juergensen (Literaturwissenschaftler)
Hans Jürgensen (geboren 17. Dezember 1919 in Myslowitz, Deutsches Reich; gestorben 4. Mai 2000 in Tampa) war ein US-amerikanischer Literaturwissenschaftler und Hochschullehrer.  

## Leben
Hans Jürgensen wuchs ab 1922 bei seinen Adoptiveltern Hermann Anton Jürgensen (1882–1958) und Dora Grossmann (1878–1928) in Brandenburg auf, die sich politisch in der SPD engagierten. Jürgensen wurde 1934 mit einem von B’nai B’rith organisierten Kindertransport in die USA in Sicherheit gebracht und von der Familie Steinhart in Newark (New Jersey) aufgenommen. Er machte 1942 einen A.B. am Upsala College in East Orange und wurde danach als Soldat der US-Army in Nordafrika und Italien eingesetzt, wo er verwundet wurde. 1943 erhielt er die US-amerikanische Staatsbürgerschaft. 
Er heiratete 1945 die aus Frankfurt am Main in die USA geflohene Ilse Dora Loebenberg, sie hatten ein Kind. Er studierte ab 1946 an der Johns Hopkins University und wurde 1951 in Komparatistik promoviert. Er unterrichtete Humanities, Anglistik und Germanistik an der University of Kansas und ab 1953 am Quinnipiac College. Ab 1961 war er Assistant Professor, ab 1963 Associate Professor und ab 1968 Professor an der University of South Florida. 
Juergensen schrieb Kunstkritiken für die Tampa Times. Er war als Grafiker selbst künstlerisch tätig und hatte verschiedentlich Ausstellungen. Er schrieb kunsthistorische Artikel zu Kunst und Philosophie des 17. Jahrhunderts und zur amerikanischen Gegenwartslyrik. Er schrieb Gedichte, veröffentlichte mehrere Gedichtbände und war mehrfach „Poet of the Year“ im Bundesstaat Florida. Er erhielt 1970 eine Ehrendoktorwürde (LL.D.) der Loyola University New Orleans.

## Werke (Auswahl)
- Journey toward the roots : a collection of poems. Einführung Elie Wiesel. St. Petersburg, Fla.: Valkyrie Press, 1976 bei USHMM
- Beachheads and mountains : campaigning from Sicily to Anzio : a journal. Tampa, Fla. : American Studies Press, 1984 bei NYPL